# Лейнонен, Яани
Я́ани Ле́йнонен (фин. Jani Leinonen; род. 22 марта 1978, Хювинкяа, Финляндия) — финский художник, ставший широко известным благодаря серии скандальных перфомансов.
В 2002 году окончил Академию изящных искусств в Хельсинки.

## Творчество
Стал широко известным благодаря серии скандальных перфомансов. 31 января 2011 года в районе Руохолахти в Хельсинки из ресторана McDonald’s вместе с единомышленниками похитил фигуру Рональда Макдональда и в художественной галерее Showroom устроил его символическую казнь на гильотине. Видео этого перфоманса было распространено в Интернете и вызвало судебное разбирательство. Художник высказал раскаяние в содеянном и отметил, что своей акцией пытался привлечь внимание к этике питания и чистоте продуктов питания.

«Я желаю создать такое произведение искусства, которое украдут из музея, хочу, чтобы его подделки производили где-нибудь в Шанхае, и стремлюсь быть настолько знаменитым, чтобы обо мне знала мать Дэмьена Хёрста».— Яани Лейнонен

## Работы
- Jari Tervon muotokuva, 2009
- Hyllytetyt Elovena-mainokset (2007)
- Celebrities (2007)
- Undress Me (2007)
- Art Super Market Pikasso (2006)
- Serial Box Lamp (2006)
- Please Do Not Touch the Artwork (2006)
- No Painting (2005)